# David Grossman (író)
David Grossman (Jeruzsálem, 1954. január 25. –) izraeli író. Könyveit több mint 30 nyelvre fordították le.

## Életrajza
David Grossman Jeruzsálemben született. Két testvér közül ő az idősebb. Édesanyja, Michaella Palesztinában (brit mandátum) született; apja, Jichák a lengyelországi Dynówból vándorolt be özvegy anyjával kilencévesen. Anyja családja munkáscionista és szegény volt. Nagyapja utakat kövezett Galileában, jövedelmét pedig szőnyegek vásárlásával és eladásával egészítette ki. Manikűrös anyai nagyanyja rendőri zaklatás után elhagyta Lengyelországot. Fia és lánya kíséretében bevándorolt Palesztinába és cselédlányként dolgozott gazdag negyedekben.
Grossman apja buszsofőr volt, majd könyvtáros. A könyvek között, amelyeket fiának hazavitt, hogy elolvassa, többek között Sólem Aléchem történetei is szerepeltek. 9 évesen Grossman megnyerte a Sólem Aléchem ismeretéről szóló országos versenyt. Gyermekszínészként dolgozott a nemzeti rádiónál, majd az Israel Broadcasting Authoritynél dolgozott közel 25 évig.
1971-ben Grossman az Izraeli Védelmi Erők (IDF) katonai hírszerző alakulatánál szolgált. A jom kippuri háború 1973-as kitörésekor a hadseregben volt, de nem vett részt akcióban.
Grossman filozófiát és színházat tanult a jeruzsálemi Héber Egyetemen.
Grossman Mevaszeret Cionban él Jeruzsálem külvárosában. Felesége, Michal Grossman gyermekpszichológus. Három gyermekük született, Jonatan, Ruthi és Uri. Uri az Izraeli Védelmi Erők tankparancsnoka volt, és a 2006-os libanoni háború utolsó napján halt meg. Uri életét később Grossman Falling Out of Time című könyvében írta meg.

## Rádiós karrier
Az egyetem elvégzése után Grossman a Kol Jiszrael, az izraeli nemzeti műsorszolgáltató szolgálatába állt. 1988-ban elbocsátották, mert nem volt hajlandó elhallgatni azt a hírt, miszerint a palesztin vezetés kikiáltotta saját államát és elismerte Izrael létjogosultságát.

## Irodalmi karrier
Az izraeli–palesztin konfliktussal foglalkozott 2008-as, To the End of the Land (A világ végére) című regényében. A könyv megjelenése óta írt egy gyerekkönyvet, egy operát gyerekeknek és számos verset. 2014-ben megjelent könyve, a Falling Out of Time a szülők gyermekeik halála utáni gyászával foglalkozik. 2017-ben gyakori munkatársával és fordítójával, Jessica Cohennel közösen elnyerte a Nemzetközi Man Booker-díjat az A Horse Walks into a Bar (magyar címe: Egy ló besétál a bárba) című regényéért.

## Politikai aktivizmusa

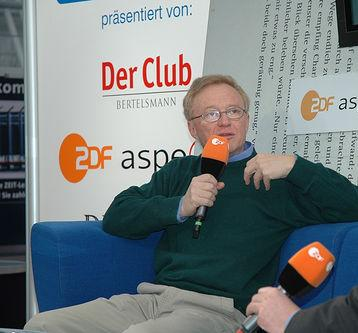
A Lipcsei Könyvvásáron 2005-ben

Grossman szókimondó baloldali békeaktivista. A The Economist úgy jellemezte őt, mint Izrael baloldali kulturális elitjének megtestesítője.
A 2006-os libanoni háború során önvédelmi okokból kezdetben Izrael fellépését támogatva, 2006. augusztus 10-én ő és szerzőtársai, Ámosz Oz és Ávráhám Ben Jehosua sajtótájékoztatót tartottak, amelyen nyomatékosan sürgették a kormányt, hogy állapodjon meg a tűzszünetben, amely megteremti a tárgyalásos megoldás alapját, mondván: „Jogunk volt háborúzni. De a dolgok bonyolulttá váltak. ... Úgy gondolom, hogy egynél több cselekvési mód áll rendelkezésre.”
Két nappal később Grossman 20 éves fia, Uri, a 401. páncélos dandár törzsőrmestere meghalt Libanon déli részén, amikor tankját nem sokkal a tűzszünet életbe lépése előtt egy páncéltörő rakéta eltalálta. Grossman kifejtette, hogy fia halála nem változtatott Izrael palesztinokkal szembeni politikájával szembeni ellenállásán. Bár gondosan kerülte a politikáról szóló írásokat a történeteiben, ha nem is újságírásában, fia halála késztette arra, hogy részletesebben foglalkozzon az izraeli–palesztin konfliktussal. Ez megjelent a 2008-as To The End of the Land című könyvében.
Két hónappal fia halála után Grossman beszédet mondott a 100 000 fős izraeli tömeghez, akik Jichák Rabin 1995-ös meggyilkolásának évfordulója alkalmából gyűltek össze. Elítélte Ehúd Olmert kormányát a vezetés kudarca miatt és azzal érvelt, hogy a palesztinokhoz való eljutás a legjobb remény a fejlődésre a régióban: „Természetesen gyászolok, de a fájdalmam nagyobb, mint a haragom.”
A háborúhoz fűződő személyes kapcsolatáról Grossman így nyilatkozott: „Voltak, akik sztereotipizáltak, naiv baloldalinak tartottak, aki soha nem küldi a saját gyerekeit a hadseregbe, aki nem tudta, milyen az élet. Azt hiszem, ezek az emberek kénytelenek voltak felismerni, hogy lehetsz nagyon kritikus Izraellel szemben és mégis szerves része lehetsz; Magam az izraeli hadsereg tartalékosaként beszélek.”
2010-ben Grossman, felesége és családja részt vett az izraeli telepek terjedése elleni tüntetéseken. Miközben hetente vett részt a kelet-jeruzsálemi Sejk Dzsarra városnegyedben a palesztin negyedekben házakat elfoglaló zsidó telepesek elleni tüntetéseken, rendőrök támadták meg. Amikor a The Guardian egyik riportere arról kérdezte, hogyan lehet megverni egy neves írót, azt válaszolta: „Nem tudom, ismernek-e egyáltalán.”

## Művei (címek angolra fordítva)
- Duel [דו קרב / Du-krav, 1982. London: Bloomsbury, 1998, ISBN 0-7475-4092-6
- The Smile of the Lamb [חיוך הגדי / Hiyukh ha-gedi: roman, 1983]. New York: Farrar, Straus and Giroux, 1990, ISBN 0-374-26639-5
- See Under: Love [עיין ערך: אהבה / Ayen erekh—-ahavah: roman, 1986]. New York: Farrar, Straus, and Giroux, 1989, ISBN 0-374-25731-0
- The Book of Intimate Grammar [ספר הדקדוק הפנימי / Sefer ha-dikduk ha-penimi: roman, 1991]. New York: Farrar, Straus, and Giroux, 1994, ISBN 0-374-11547-8
- The Zigzag Kid [יש ילדים זיג זג / Yesh yeladim zigzag, 1994]. New York: Farrar, Straus, and Giroux, 1997, ISBN 0-374-52563-3
  - A villámkölyök – Cartaphilus, Budapest, 2009 · ISBN 9789632661049 · Fordította: Nemes Anna
- Be My Knife [שתהיי לי הסכין / She-tihyi li ha-sakin, 1998]. New York: Farrar, Straus, and Giroux, 2001, ISBN 0-374-29977-3
- Someone to Run With [מישהו לרוץ איתו / Miyšehw larwṣ, 2000]. London: Bloomsbury, 2003, ISBN 0-7475-6207-5
  - Futni valakivel – Scolar, Budapest, 2019 · ISBN 9789632448527 · Fordította: Rajki András
- Her Body Knows: two novellas [בגוף אני מבינה / Ba-guf ani mevinah: tsemed novelot, 2003]. New York: Farrar, Straus, and Giroux, 2005, ISBN 0-374-17557-8
- To the End of the Land [אישה בורחת מבשורה / Ishah boraḥat mi-beśorah, 2008]. Jessica Cohen, trans. Knopf, 2010, ISBN 0-307-59297-9
  - A világ végére – Scolar, Budapest, 2012 · ISBN 9789632443829 · Fordította: Nemes Anna
- Falling Out of Time. Jessica Cohen, trans. Knopf, 2014, ISBN 0-385-35013-9
- A Horse Walks Into a Bar. [סוס אחד נכנס לְבָּר / Soos Echad Nechnas L'bar]. Jessica Cohen, trans. Knopf, 2017, ISBN 0-451-49397-4
  - Egy ló besétál a bárba (Sus ehad nikhnas le-bar) – Scolar, Budapest, 2016 · ISBN 9789632446608 · Fordította: Rajki András
- Life Plays With Me, 2019, אתי החיים משחק הרבה
  - Csak játszik velem az élet (Ityi haḥayyim mesaḥek harbeh) – Scolar, Budapest, 2020 · ISBN 9789635092291 · Fordította: Rajki András
- Zsiráf, és irány az ágy. Esti mesék – Pagony, Budapest, 2019 · ISBN 9789634104964 · Fordította: Demény Eszter · Illusztrálta: Henrike Wilson

### Nonfikció
- The Yellow Wind [הזמן הצהוב / Ha-Zeman ha-tsahov, 1987]. New York: Farrar, Straus, and Giroux, 1988, ISBN 0-374-29345-7
- Sleeping on a Wire: Conversations with Palestinians in Israel [נוכחים נפקדים / Nokhehim Nifkadim, 1992]. New York: Farrar, Straus, and Giroux, 1993, ISBN 0-374-17788-0
- Death as a Way of Life: Israel Ten Years after Oslo [מוות כדרך חיים / Mavet ke-derech khayyim, 2003]. New York: Farrar, Straus, and Giroux, 2003, ISBN 0-374-10211-2
- Lion’s honey : the myth of Samson [דבש אריות / Dvash arayiot, 2005]. Edinburgh; New York: Canongate, 2006, ISBN 1-84195-656-2
  - Oroszlánméz (Devaš arāyôt) – Palatinus, Budapest, 2009 (Mítosz-sorozat) · ISBN 9789632740225 · Fordította: Németh Anikó Annamária
- Writing in the Dark: Essays on Literature and Politics New York: Farrar, Straus, and Giroux, 2008, ISBN 978-0-312-42860-0

- A béke az egyetlen út. Az izraeli-palesztin konfliktusról; ford. Ádám Péter, Nemes Anna; Scolar, Budapest, 2024

## Filmek
- The Smile of the Lamb, díjnyertes film, amelyet Shimon Dotan írt és rendezett, az azonos című Grossman-regény alapján.[22]
- Someone to Run With, Oded Davidoff rendezte az azonos című Grossman-regény alapján.[23]
- The Book of Intimate Grammar volt az alapja Nir Bergman díjnyertes filmjének.
- The Zigzag Kid, Vincent Bal rendezésében, az azonos című Grossman-regény alapján.[24]

## Fordítás
- Ez a szócikk részben vagy egészben  a   David Grossman című angol Wikipédia-szócikk fordításán alapul.  Az eredeti cikk szerkesztőit annak laptörténete sorolja fel. Ez a jelzés csupán a megfogalmazás eredetét és a szerzői jogokat jelzi, nem szolgál a cikkben szereplő információk forrásmegjelöléseként.